# Mayronnes
Mayronnes é uma comuna francesa na região administrativa de Occitânia, no departamento de Aude. Estende-se por uma área de 11,86 km². Em 2010 a comuna tinha 37 habitantes (densidade: 3,1 hab./km²).